# عصوية دهنية أليفة الحرارة
العصوية الدهنية أليفة الحرارة أو باسلس ستيروثرموفيلاس (باللاتينية: Bacillus stearothermophilus أو Geobacillus stearothermophilus) ذات شكل عصوي، بكتيريا إيجابية الغرام وعضو في متينات الجدار.